# 120040 Pagliarini
120040 Pagliarini è un asteroide della fascia principale. Scoperto nel 2003, presenta un'orbita caratterizzata da un semiasse maggiore pari a 2,5637671 UA e da un'eccentricità di 0,2002250, inclinata di 5,60313° rispetto all'eclittica.
L'asteroide è dedicato all'astronomo amatoriale italiano Silvano Pagliarini.